# Mirko Stojanović
Mirko Stojanović (ur. 11 czerwca 1939 roku w Zagrzebiu) – były jugosłowiański piłkarz występujący podczas kariery zawodniczej na pozycji bramkarza w klubach: Dinamo Zagrzeb, Crvena zvezda Belgrad, Oakland Clippers, Dallas Tornado, Olimpija Lublana i San Jose Earthquakes oraz w reprezentacji Jugosławii. Uczestnik Mistrzostw Świata 1962.
W reprezentacji zadebiutował 29 listopada 1961 roku w meczu z Japonią, który został rozegrany w Jokohamie (1:0 dla Jugosławii).